# 盲探
《盲探》是一部由寰亞公司与銀河映像等联合出品，杜琪峯執導、韋家輝与游乃海等联合编剧、劉德華和鄭秀文主演的香港喜剧劇情片，這是杜劉鄭三人繼《孤男寡女》、《瘦身男女》和《龍鳳鬥》後合作的第四部作品。影片讲述“盲探”庄士敦在帮助女警员何家彤寻找失踪10多年的学妹小敏的过程中，所呈现的集犯罪、喜剧、惊悚、爱情等多种元素于一体的悬疑故事。香港和中国大陆于2013年7月4日、台湾于7月26日上映。

## 剧情
重案组“破案之神”庄士敦（劉德華飾）四年前意外失明，离职后以侦查旧案拿懸賞獎金为生。他耗时九个月锁定“旺角腐蚀性液体伤害案”嫌疑犯，O记总督察司徒法宝却利用女警何家彤（鄭秀文飾）跟踪庄的办法将嫌疑犯抓住，庄在行动中身陷险境，幸得身手了得的何家彤及时相救而成功脱险；事后莊对司徒卑鄙的破案手段大为恼怒，到手的獎金落空后，他要求司徒请他吃十万元的大餐。
彤对庄出神入化的查案手法一见难忘，彤于是拜托庄为她寻找已失踪十多年的学妹小敏——小敏是彤的中學学妹，来自單親家庭（她母亲杀过她父亲，后在狱中死亡；她的外婆也杀过情夫，在狱中患上精神病后而出狱），性格自卑、孤僻，难有朋友，不过却与彤关系友好，1997年6月小敏连续五个晚上站在何家的楼下，然后就失踪不见了。庄知道到彤是一位继承了大笔遗产的富家女后，就提出要100万作为酬劳，彤答应了他的要求，后来庄还暂住在了彤家以便破案。
庄为了训练彤的破案能力以及获得赏金二人开始合作，庄要求彤请假后先跟他追查一件于1992年4月17日晚发生的殓房凶杀案——裘叔与德仔为夜班殓房仵工，裘叔被用锤子连续击打头部而亡，而德仔神秘失踪，一台电视机也被摔烂；警察怀疑德仔是杀害裘叔的凶手并畏罪潜逃。二人来到了案发的殓房轮流分别扮演德仔和裘叔以模拟当晚的情形，根据推断，庄认定裘叔在先遭到锤子击打一下受伤后，再爬到远处又连遭击打九下的原因是有另一人在现场，而那个人是被勒死的。
出来后两人去吃路边小攤卖的食物，庄在那里重新遇到了他四年前暗恋的女人——舞蹈教师丁丁（高圓圓飾），彤却以为庄是在追踪一位女嫌犯。一次，庄又带彤去排球馆追查一位穿大码运动鞋的连环抢劫金铺的女嫌疑犯（彤以为是来查找小敏的），彤由于没抓住女疑犯而让庄对她发火，而彤亦因自己被庄利用来获得獎金也很生气。事後，莊士敦对彤因追女贼而双脚被磨红感到稍许内疚，于是回到彤家后他专心思索小敏的案件。一日，两人去找已患精神病多年的小敏外婆，发现外婆正在死缠一个有妇之夫的男人鹏（盧海鵬飾），并扬言会让鹏家鸡犬不宁。鹏家因不堪其骚扰正在搬家以躲避她，后来两人发现外婆紧追鹏家的车并躲藏进了一个柜子。
此时莊获悉殓房案件懸賞獎金快到期，于是他一边要求司徒帮他延期，一边与彤一起到了澳门。原来經过调查，庄找到了“殓房仵工谋杀案”的最大嫌疑犯李得胜——他以前是日班殓房仵工，与德仔和裘叔是同事，德仔失踪后李开工厂做生意，因生意亏本工厂倒闭，后到澳门当计程车司机，亦常往赌场娱乐。庄不仅怀疑李因嫉妒和贪财杀死中了500多万赛马大奖的裘叔与德仔并肢解了德仔，还怀疑他是澳门多件的士乘客遇害案的嫌疑犯。为了让李原形毕露，庄要彤在赌场上跟李对着并激怒他，彤模仿其他赌客的样子不仅赢了李的不少钱也大大刺激了李。谁知当晚彤并没有被李所跟踪，而之前在一边小赌的盲人庄却成为李下手的对象。最终李载着车将庄带至一偏僻区域，而庄亦通过手机摄像让彤来救自己。在躲避过程中，庄最终逃到了一棵树上并大声呼喊彤来救他，他还用手机录下了李亲口承认是殓房案凶手的自白，最终危急时刻彤将李抓捕归案。
事後庄要彤陪他去舞蹈室找丁丁，彤原以为她喜欢的庄是在同她约会而高兴不已，后来才发现原来她在庄的心中竟然只是一个长相像“西九龙反黑组苏珊警长”一样的丑女。庄在向丁丁坦白爱意后却发现她已嫁为别人的妻子，而她的丈夫竟然是司徒，原来四年前丁丁对作风很酷的司徒一见倾心。伤心的庄对前来见丁丁的司徒大为发火，彤得知庄求爱失败后亦开心不已。
通过询问以及现场模拟，庄想到小敏最后一个晚上用刀割手的原因很可能是她失恋后的痛苦表现，而彤家楼上曾住的旧邻居兼同学祖很可能是她当时的男友；祖家也恰好与小敏失踪的同时移民到了巴西，几年后祖又回到到珠海与友人合资日本料理餐厅，担任铁板烧厨师。两人就来到祖所在的料理餐厅，彤询问祖是否认识小敏却被祖一口否认，而在旁边一直吃料理的庄通过祖烧的料理认定他当时心虚撒了谎，他应该是认识小敏的。事后两人对祖继续秘密观察，发现祖与与友人任职服务员的妻子鬼混，友人接到祖妻的告密电话后回家与祖纠打在一起，好心帮助祖的孕妻发现祖对自己已没有一点感情，于是庄听到孕妻对祖说了一句葡萄牙语，后来查知中文意思为“你负我，我要让你鸡犬不宁”，这让庄想起小敏外婆曾对鹏说过一句同样的话。因打斗而受伤的祖在医院里再次被庄和彤询问，他这时才承认自己在移民前曾与小敏维持了一个月的恋人关系，不过否认自己杀了小敏。
庄后来又将小敏失踪案与多起因感情受挫后伤心的成年单身女子失踪案联想到了一起，从1995年至2006年香港陆续发生了10起女子失踪案（只有2000年与2001年没有发生类似案件），庄怀疑是她们是被同一人杀害了。通过十次角色扮演，庄扮演花心的负心汉，彤则扮演因吵架分手伤心失恋的女友，庄推测她们可能中了对伤心女子有特殊癖好的的士司机的魔手。通过司徒提供的资料，找到了2000年与2001年没有任职司机的几名人选，庄选定先去找住在元朗区的精神病患者陈广。两人开车来到陈的住处后，发现陈不仅身着女性短裙和鞋子，家中还有许多女性衣物。彤问陈是否载过一些失踪女性，结果陈先后让彤看到许多具骸骨。彤就先让庄打电话报警，然而手机却一直没有信号。彤缉捕陈遭到他的反抗，身中两枪的陈还把彤打伤，彤的枪也掉进了一个水缸里，在最后的危急时刻，庄捡到了那把枪并击中了陈的头部致其死亡。受伤后的彤不能开车，庄只得自己来开，途中庄为了不让彤昏死过去说自己喜欢上了她，而彤称自己在身上刻有“我爱庄士敦”几字纹身（原先彤扮演一名失踪遇害者时庄要其在背上纹“我爱华伦天奴”），一路磕磕碰碰庄终于将车开到了大路上，被其他司机报警送医。彤在得到救治后恢复了许多，司徒让庄亲自触摸彤的脸部，才使庄明白彤并不是他之前想象中的丑女。不过庄被司徒告知陈广的住处只有10名成年女性的骸骨，说明小敏没有死在那里。
于是庄再次乘船孤身前往珠海去找祖以揭开小敏的真相，行动前他先打电话告诉彤说他爱她，彤听到后非常兴奋，不过她又想到庄可能会遭到祖的毒手，于是急忙出院去找庄。晚上庄来到了已关门的料理餐厅，进去后只有祖妻一人，于是他对她述说起了自己的一个猜测：小敏像其母亲和外婆一样都是对感情非常偏执之人，祖到巴西定居时小敏亦紧随其后躲进一个柜子里乘船到达巴西，被当地人家收养，因怕祖还不能接受自己，于是长大后通过整容以另外一个人的身份再次接近祖，最后如愿嫁给祖，现已怀孕的她就是以前的小敏，她在听的过程中内心异常激动，他劝小敏现在不要步她母亲与外婆的后尘继续为情杀人。不料后来庄踩到了大片血液，意识到祖与情妇刚刚已经被小敏杀害；这时庄察觉到危险借口逃脱，恰巧此时小敏羊水破裂需要分娩要挽留他，他耐不住哀求回去帮他接生却遭到小敏的毒手连中多刀，幸亏彤及时赶到救了庄，彤得知她是小敏后亲自为之接生，而小敏在生下一名女婴后立即身亡，庄称这名女婴为“小小敏”。
后来庄与彤成为一对夫妻，并收养小小敏为女儿。一天三人在路边吃冰淇淋时，彤又看到了那名抢劫金铺女劫犯并换鞋追了过去，小小敏对庄吵嚷着不要草莓冰淇淋、想要芒果冰淇淋，庄就对她说你不吃那么我就吃掉它，意即教导她，不要她像母亲一样偏执。

## 角色
主要角色
| 演員                                | 角色     | 備註 |
| 劉德華                              | 莊士敦   | 前重案組「破案之神」，因視網膜脫落變成盲人，離開警隊依靠破案賞金為生，并想通过存够钱以备将来依靠手术来医好自己的眼睛；憑其過人觸聽嗅味四感，以及代入犯人處境聯想找到破案關鍵，性格自私、貪錢、貪小便宜亦嘴饞，與司徒法寶關係複雜，既是拍檔亦是好友也是情敵，鍾情丁丁，後與何家彤成為夫妻，收養小敏女兒小小敏。 |
| 鄭秀文                              | 何家彤   | 女警員，身手了得但頭腦簡單，家境富裕，在九龍塘對衡道三千六百呎大屋獨居，因希望尋回失蹤的學妹小敏而成為警察，司徒法寶下屬，依靠莊士敦找尋小敏並協助他偵查數宗懸賞舊案，崇拜並暗戀莊士敦，甘願為其做牛做馬，後與莊士敦成為夫妻，收養小敏女兒小小敏。 |
| 郭涛 （粵語配音：麥長青）           | 司徒法宝 | 香港有組織罪案及三合會調查科總督察，與莊士敦關係複雜，依靠莊士敦破案博取升職，丁丁丈夫。 |
| 高圆圆                              | 丁丁     | 舞蹈教师，莊士敦的梦中情人，愛戀司徒法宝粗獷男子氣慨而展開追求，後結為夫妻。 |
| 秦煌                                | 肥佬     | 「旺角投擲腐蝕性液體案」犯人，因妻子移情別戀而在舊樓天台上犯案，被何家彤逮捕。 |
| 徐志雄                              | 德仔     | 夜班殮房仵工，因中了「六環彩」馬票巨額獎，被李得胜用雙手勒死，因其屍體失蹤而被誤以為是殺死球叔的兇手。後來以疑似靈魂的形式出現在計程車上，並請求莊士敦繼續調查「殮房仵工謀殺案」。 |
| 丁家湘                              | 球叔     | 夜班殮房仵工，因中了「六環彩」馬票巨額獎，被李得胜用鎚子連環重轟頭部而死。 |
| 林雪                                | 李得胜   | 「殮房仵工謀殺案」犯人，嗜賭，早期為日班殮房仵工，貪財殺死同僚後開工廠做生意，但後來生意虧本，工廠倒閉。其後到澳門當計程車司機，亦常往賭場娛樂，每當欠債就會用鎚子殺死單身乘客搶其錢財。後被莊士敦與何家彤逮捕。 |
| 張萍                                | 排球教練 | 「搶劫金鋪懸案」犯人，現職女排球教練，擁有一雙男人尺碼的大腳板。被莊士敦查出是早前五年前一起連環搶劫金鋪大案的匪徒，先後兩次被何家彤在街上追捕。 |
| 姜皓文                              | 陈广     | 計程車司機，殺人狂徒，曾入住精神病院兩年，後隱居元朗，被莊與彤發現時光著上身，而下身則穿著網球裙子。在十數年間殺害十名女子，是對傷心女子有特殊辟好的變態殺手。曾吃掉被殺害女子的眼睛，並將屍骨藏匿在住家四周，最後被莊士敦以槍擊斃。 |
| 王紫逸（成年） （粵語配音：劉浩龍） | 阿祖     | 何家彤的舊鄰居、小敏丈夫，中學時期住在何家彤樓上。與何家彤、小敏是同校同學，中學時期隨家人移民巴西，成年後返回香港，後在珠海與友人合資鐵板燒餐廳，擔任廚師。本性花心，與友人任職服務員的妻子鬼混，最後被懷孕的小敏用刀殺死。 |
| 蘇柏熙（少年）                      | 阿祖     | 何家彤的舊鄰居、小敏丈夫，中學時期住在何家彤樓上。與何家彤、小敏是同校同學，中學時期隨家人移民巴西，成年後返回香港，後在珠海與友人合資鐵板燒餐廳，擔任廚師。本性花心，與友人任職服務員的妻子鬼混，最後被懷孕的小敏用刀殺死。 |
| 郎月婷（成年）                      | 李小敏   | 何家彤舊校學妹，來自破碎家庭，性格自卑、孤僻，難有朋友，不過卻與何家彤關係友好，學生時代已喜歡阿祖，之後拍拖一個月，但最後阿祖提出分手。阿祖全家移民巴西定居時，小敏躲進了阿祖家的家具，以偷渡的方式到達巴西，因害怕阿祖不接受自己，於是改名換姓並整容，以另一個身份再次接近他，最後成為阿祖的妻子，也隨他返回珠海。後發現姦情，殺死祖與情婦時被莊士敦發現，因而襲擊莊士敦，但此時懷胎十月的小敏因為激烈打鬥而觸發強烈分娩，被隨後趕到的何家彤接生，生下小小敏後身亡。 |
| 鄭可琳（少女）                      | 李小敏   | 何家彤舊校學妹，來自破碎家庭，性格自卑、孤僻，難有朋友，不過卻與何家彤關係友好，學生時代已喜歡阿祖，之後拍拖一個月，但最後阿祖提出分手。阿祖全家移民巴西定居時，小敏躲進了阿祖家的家具，以偷渡的方式到達巴西，因害怕阿祖不接受自己，於是改名換姓並整容，以另一個身份再次接近他，最後成為阿祖的妻子，也隨他返回珠海。後發現姦情，殺死祖與情婦時被莊士敦發現，因而襲擊莊士敦，但此時懷胎十月的小敏因為激烈打鬥而觸發強烈分娩，被隨後趕到的何家彤接生，生下小小敏後身亡。 |
| 梁綽怡（6歲）                       | 李小敏   | 何家彤舊校學妹，來自破碎家庭，性格自卑、孤僻，難有朋友，不過卻與何家彤關係友好，學生時代已喜歡阿祖，之後拍拖一個月，但最後阿祖提出分手。阿祖全家移民巴西定居時，小敏躲進了阿祖家的家具，以偷渡的方式到達巴西，因害怕阿祖不接受自己，於是改名換姓並整容，以另一個身份再次接近他，最後成為阿祖的妻子，也隨他返回珠海。後發現姦情，殺死祖與情婦時被莊士敦發現，因而襲擊莊士敦，但此時懷胎十月的小敏因為激烈打鬥而觸發強烈分娩，被隨後趕到的何家彤接生，生下小小敏後身亡。 |
| 陳映淳（2歲）                       | 李小敏   | 何家彤舊校學妹，來自破碎家庭，性格自卑、孤僻，難有朋友，不過卻與何家彤關係友好，學生時代已喜歡阿祖，之後拍拖一個月，但最後阿祖提出分手。阿祖全家移民巴西定居時，小敏躲進了阿祖家的家具，以偷渡的方式到達巴西，因害怕阿祖不接受自己，於是改名換姓並整容，以另一個身份再次接近他，最後成為阿祖的妻子，也隨他返回珠海。後發現姦情，殺死祖與情婦時被莊士敦發現，因而襲擊莊士敦，但此時懷胎十月的小敏因為激烈打鬥而觸發強烈分娩，被隨後趕到的何家彤接生，生下小小敏後身亡。 |
| 佘卓穎（小童）                      | 小小敏   | 李小敏與祖的女兒，之後由莊士敦與何家彤收養。 |
| 陳芷敏（出生）                      | 小小敏   | 李小敏與祖的女兒，之後由莊士敦與何家彤收養。 |

客串角色
| 演員           | 角色                   | 備註                                                               |
| 黃文慧         | 小敏外婆               | 曾將情夫殺死並將屍體用油炸掉，之後被捕入獄，出獄後瘋瘋癲癲。       |
| 黃佩珍（中年） | 小敏外婆               | 曾將情夫殺死並將屍體用油炸掉，之後被捕入獄，出獄後瘋瘋癲癲。       |
| 劉棣怡         | 小敏母親               | 殺死外遇的丈夫，之後用鹽將屍體給腌掉，入獄後自殺。                 |
| 卢海鹏         | 鵬                     | 小敏外婆出獄後的愛慕對象，為了躲避瘋婦而搬家。                     |
| 朱咪咪         | 鵬妻                   | “疯外婆”愛慕對象的家人。                                           |
| 李成昌         | 鵬兒子                 | “疯外婆”愛慕對象的家人。                                           |
| 車婉婉         | 鵬女兒                 | “疯外婆”愛慕對象的家人。                                           |
| 曾守明         | 鵬女婿                 | “疯外婆”愛慕對象的家人。                                           |
| 姚瑩瑩         | 鵬媳婦                 | “疯外婆”愛慕對象的家人。                                           |
| 潘振濠         | 鵬孫兒                 | “疯外婆”愛慕對象的家人。                                           |
| 李芷菁         | 鵬孫女                 | “疯外婆”愛慕對象的家人。                                           |
| 鲁芬           | 賭客                   | 澳門賭場豪賭賭客，莊士敦要求何家彤與李得勝對賭百家樂前學習其神態。 |
| 馬蹄露         | 賭客                   | 澳門賭場囂張賭客，莊士敦要求何家彤與李得勝對賭百家樂前學習其神態。 |
| 冼色麗         | 王美珠                 | 失蹤女子，皆被陳廣殺害。                                           |
| 李敏           | 陳鳯英                 | 失蹤女子，皆被陳廣殺害。                                           |
| 詹植芝         | 蔡思慧                 | 失蹤女子，皆被陳廣殺害。                                           |
| 李泳珊         | 張杏儀                 | 失蹤女子，皆被陳廣殺害。                                           |
| 唐詠姍         | 黎穎芝                 | 失蹤女子，皆被陳廣殺害。                                           |
| 曾浩嵐         | 高曉筠                 | 失蹤女子，皆被陳廣殺害。                                           |
| 陳珈穎         | 李麗雯                 | 失蹤女子，皆被陳廣殺害。                                           |
| 林秀怡         | 文家欣                 | 失蹤女子，皆被陳廣殺害。                                           |
| 李蔓瑩         | 楊珮琦                 | 失蹤女子，皆被陳廣殺害。                                           |
| 蔡嘉欣         | 梁小嫻                 | 失蹤女子，皆被陳廣殺害。                                           |
| 何果軒         | 與阿祖合開餐廳的合夥人 |                                                                    |
| 閻雋溪         | 阿祖合夥人的妻子       | 與阿祖有外遇，被小敏殺死。                                         |
| 吳幸美         | 新聞主持               |                                                                    |
| 蔡錦倫         | 蘇珊沙展               |                                                                    |
| 周家聲         |                        | 仵工                                                               |
| 高威廉         |                        | 仵工                                                               |
| 陳工           |                        | 臭腸檔檔主                                                         |
| 洪偉良         |                        | 的士司機                                                           |
| 甄懋強         |                        | 男賭客                                                             |
| 吳華山         |                        | 男賭客                                                             |
| 胡美珍         |                        | 女賭客                                                             |
| 陳鳯華         |                        | 女賭客                                                             |
| 冼杏娟         |                        | 女賭客                                                             |

## 製作

### 筹备
编剧韦家辉表示本片是一部黑色喜劇，创作《盲探》的初衷就是希望把《孤男寡女》和《神探》结合起来，“我们就是要观众看得高兴，看得兴奋，《盲探》就是要好玩一点。”人性因坚执怨念所导致的“心盲无明是会杀人的”是影片要表达的主旨。谈及创作过程，杜琪峯表示他们是一边拍一边在发掘整个故事的，他说：“我们的方法都是在一开始的时候先确立大概一个方向，我们要一个角色一个角色的发掘，当然他们都是非常厉害的演员。盲探的定位比较简单，首先就确定他是盲的他看不见东西，当然他曾经还是一个警察，角色的整个变动就比较小。”杜导也表示盲探并不是个神，“他并没什么特技之处，没有什么超能力像超级英雄那样，就只是很小心的去想，别的就都没有了。”在塑造“盲探”这个角色的过程中，杜导坦言其中加了很多他本人的影子，“我是很爱吃东西的，就把很多有趣的东西放进庄士敦这个角色里，所以刘德华在戏里就很贪吃的，有我的影子不奇怪嘛。”
这是刘德华首次演绎盲人角色，他将首次演绎盲人视为其演艺生涯的一大挑战。为了演好该角色，开拍之前刘德华专门花两个月时间到香港盲人輔導會体验生活，在那里他要全程戴眼罩进行包括摸盲文、拿盲杖走路、闭着眼在屋内行走以及上下楼梯等在内的各项训练，经过系统训练后他逐渐练成了“听、闻、摸”探案三步法。他表示为了揣摩这个角色，他研究的不只是盲人的外在行动，而是「盲人心里到底在想什麽」，在盲人辅导中心学习期间他得出结论：「盲人其实希望其他人觉得他们能看到，所以我演出时，是朝向这个方向去努力。」

### 拍攝
影片預算为8500万港幣，於2011年下半年在香港開始拍攝。后因剧本和郑秀文健康问题而暂停拍摄了一段时间。2012年8月15日，剧组继续开拍，并于9月3日举行了祭拜仪式，同年11月拍摄完毕。有不少黄金配角、港剧老戏骨在片中参与演出，如秦煌、林雪、黄文慧、卢海鹏、鲁芬等人。另外值得一提的是，前中国女排主力副攻手之一、2004年雅典奥运会冠军得主张萍客串了排球教练（即“抢劫金铺悬案”犯人）一角。
刘德华对媒体表示，他饰演的角色庄士敦情绪波动极端，人物原型就来自杜琪峯，“其实早在《瘦身男女》，已经加入了不少杜Sir的小动作，例如摸肚腩，今次则不是physically（身体上），是mentally（心理上）参考他，各样外形都不是很像，但情绪控制、心态就很像他。”此外，这个角色还是个爱财、爱吃东西和爱贪小便宜的“贱男”，从鲍鱼、鱼翅等高级食材到肠粉、臭肠等平民食物通通不放过，片中一场啃鸡脚的戏让他吃足苦头，“我要假装吃得很开心，而且一吃就是3个小时。现在我看到鸡脚就想吐！”而就爱吃这一点来说他也是模仿自杜琪峯。而另一主演郑秀文则在片中没少吃苦头，她不仅要被庄士敦利用遭戏耍挨打，还要扮演多位受害女性。片中有一段刘德华与高圆圆一起跳国标舞的内容，为此刘德华专门找来艾尔·帕西诺主演的《闻香识女人》来观看以从中寻找灵感。而没有跳舞功底的高圆圆为了演好舞蹈教师这个角色，拍戏前不仅要学习跳舞，怯场的她在拍摄时也经历多次NG。片中有场刘德华大力掌掴郑秀文的戏，刘直言那是真打，“别以为我打得很过瘾，其实很心痛，我恨不得打的是我自己！”而郑则透露当场她还了一掌力气更大的给华仔，因为“华仔让我一定要大力点，这样他心里才好受。”有一场刘德华开车的戏险些酿成大祸，因为他连人带车开到水沟，再往前开就是悬崖，“其实我都没有告诉剧组，我已经18年没有开车了！”

### 主演
这是刘郑两人继2004年的《龍鳳鬥》八年以来的又一次合作，是二人合作的第七部电影。刘德华表示这次表演是“自己近年来状态最好的一次”，是其从影多年来的代表作之一；而郑秀文直言以用心和用力程度而言，她对自己在片中的表演“打满分”。谈到这次两人与以前的合作有何不同，刘德华笑言“郑秀文可能是我上一世的情人。以前我们合作的影片，可能大多数都是我保护她，这次换成她来保护我了。”郑秀文笑称“感觉我完全变成一个功夫了得的男人，然后他是我拼死拼活保护的背后女人。”谈及两位主演，杜琪峰说：“刘德华拍《盲探》的时候就是非常之好，我和他合作没有很久10年，从他现在电影的整个演出，我可以讲是非常好非常好！也是我和他合作这么多年最好的电影。”杜导称赞郑秀文道：“郑秀文是一个非常好的女人，她跟我拍电影这么多年每一次都感动我，然后她的演技就是每天都有成长，我是很喜欢跟她合作拍电影，也改变了一些我做导演的一些方法。很多方法就是从她们演戏感受出来的。”说到与两位爱将的再次合作，杜导表示“郑秀文跟刘德华两个真是没话讲，他们两个走在一起的时候，眼里根本就没我的。……他们自己两个想怎么做就怎么做，好像真的是一对情侣一样，他们的默契很好，作为一个导演，你觉得他们演的好的就拍下来算了，不用去导的。”

### 歌曲
主题曲是刘德华与郑秀文联唱的探戈舞曲风〈盲愛〉(粵語版)及〈不盲不愛〉(國語版)，由Hal Beckett 与 Marc Baril作曲，林夕作词，梁基爵編曲，人山人海監制。这是刘郑二人首次合唱电影主题曲。

## 上映
本片入围第66届戛纳电影节「午夜展映」单元，于2013年5月20日在戛纳进行了全球首映。中国大陆原定于7月11日上映，后来提前至7月4日与香港、澳洲、新加坡和马来西亚同步上映。台湾则于7月26日上映。

### 宣传
2013年6月16日下午，主创于上海举行了影片发布会，杜琪峰与刘德华在接受记者采访时表示看好郑秀文凭此片争金像奖影后，杜琪峰也为12年前《瘦身男女》没有为郑秀文赢得影后而一直怪罪于金像奖。6月23日下午刘德华和郑秀文出席了香港的宣传活动，6月24日晚寰亚公司在香港九龙湾国际展贸中心STAR HALL举办了大型的乐善堂慈善首映礼，首映礼为香港著名慈善机构乐善堂于2012年推出“乐善童心–协助特殊学习需要儿童计划”筹得80万港币善款。6月26日晚，刘德华与郑秀文在新加坡参加了宣传与首映礼活动。6月30日下午，主创在北京举行了中国首映发布会。接着主演又于7月1日到深圳、7月2日到南京、7月3日到成都参加了宣传和首映活动。

## 评价
在由美国林肯中心电影学会主办的《电影评论》（Film Comment）杂志评选的2013年度最佳电影名单中，《盲探》被选入「北美未公映的二十大佳片」之中。

## 票房
中国大陆首日收获1730万人民币成为当日票房冠军。由于万达影视传媒有限公司是《太极侠》的制作方之一，因此万达院线从7月5日开始给予《太极侠》大量排片，而刚上映的《盲探》的排片量则大大减少，然而《盲探》的上座率却远远高于《太极侠》，万达院线如此不尊重市场规律和观众喜好的排片方式受到了很多网友的议论和不满。在一些万达电影院甚至出现有手写影票和站票的现象，被人怀疑遭遇了偷票房。首周四天收获9000万，次于《小时代》的1.55亿（七天票房）名列第二位。次周入账8000万次于《重返地球》的8700万（三天票房）继续名列第二位，以累计1.7亿超越《毒战》的1.5亿成为杜导内地票房最高作品；第三周收3600万名列第五，18天累计2.06亿；第四周收620万名列第八，25天累计2.12亿，最终成绩为2.13亿。
香港首天票房82万港币，全日人次只比《坏蛋奖门人2》少一成，连同前几日的优先场在内累计达197万。首周四天收获569万名列第四位，连同优先场累计646万。次周收510万名列第三，第三周收248万名列第五，18天累计1405万，第四周收88.9万列第九。最终成绩为1565万。台北首周末收获239万台币位列第六位。次周末收119万列第九位，累计520万。第三周末收47万列16位，累计627万。新加坡票房为34万美元。

## 獎項及提名
| 獎項                         | 類別               | 名字                         | 結果 |
| ---------------------------- | ------------------ | ---------------------------- | ---- |
| 第46屆西班牙錫切斯電影節     | 最佳男主角         | 劉德華                       | 獲獎 |
| 第50屆金馬獎                 | 最佳女主角         | 鄭秀文                       | 提名 |
| 第12屆華鼎獎                 | 中國最佳電影男演員 | 劉德華                       | 提名 |
| 第12屆華鼎獎                 | 中國最佳電影女演員 | 鄭秀文                       | 提名 |
| 第12屆華鼎獎                 | 中國最佳電影音樂   | 不盲不愛                     | 提名 |
| 第二十屆香港電影評論學會大獎 | 推薦電影           | 《盲探》                     | 獲獎 |
| 第23上海影评人奖             | 十佳影片           | 《盲探》                     | 獲獎 |
| 第33屆香港電影金像獎         | 最佳編劇           | 韋家輝、游乃海、陳偉斌、余曦 | 提名 |
| 第33屆香港電影金像獎         | 最佳女主角         | 鄭秀文                       | 提名 |
| 第33屆香港電影金像獎         | 最佳原創電影歌曲   | 盲愛                         | 提名 |
| 2014年华语电影传媒大奖       | 最佳編劇           | 韋家輝、游乃海、陳偉斌、余曦 | 提名 |
| 2014年华语电影传媒大奖       | 最佳女主角         | 鄭秀文                       | 提名 |

## 播放時間
| 香港 ViuTV 星期六20:30-23:15節目 | 香港 ViuTV 星期六20:30-23:15節目                             | 香港 ViuTV 星期六20:30-23:15節目 |
| -------------------------------- | ------------------------------------------------------------ | -------------------------------- |
|                                  | （亞洲聯合財務YES UA呈獻：週六好戲勢）盲探 （2021年1月23日） |                                  |
| 亞洲早晨 (2021年1月23日)         | 西班牙甲組足球聯賽 （2021年1月23日）                         |                                  |